# Hennobrimus
Hennobrimus is een geslacht van Phasmatodea uit de familie Heteropterygidae. De wetenschappelijke naam van dit geslacht is voor het eerst geldig gepubliceerd in 2006 door Conle.

## Soorten
Het geslacht Hennobrimus is monotypisch en omvat slechts de volgende soort:
- Hennobrimus hennemanni Conle, 2006